# Municipio de Boyer Valley
El municipio de Boyer Valley (en inglés: Boyer Valley Township) es un municipio ubicado en el condado de Sac en el estado estadounidense de Iowa. En el año 2010 tenía una población de 775 habitantes y una densidad poblacional de 8,22 personas por km².

## Geografía
El municipio de Boyer Valley se encuentra ubicado en las coordenadas 42°26′12″N 95°8′19″O / 42.43667, -95.13861. Según la Oficina del Censo de los Estados Unidos, el municipio tiene una superficie total de 94.25 km², de la cual 93.92 km² corresponden a tierra firme y (0.35%) 0.33 km² es agua.

## Demografía
Según el censo de 2010, había 775 personas residiendo en el municipio de Boyer Valley. La densidad de población era de 8,22 hab./km². De los 775 habitantes, el municipio de Boyer Valley estaba compuesto por el 94.32% blancos, el 1.03% eran afroamericanos, el 0.13% eran amerindios, el 0.26% eran asiáticos, el 0.39% eran isleños del Pacífico, el 2.19% eran de otras razas y el 1.68% pertenecían a dos o más razas. Del total de la población el 3.48% eran hispanos o latinos de cualquier raza.